# Лунугала (підрозділ окружного секретаріату)
Підрозділ окружного секретаріату Лунугала — підрозділ окружного секретаріату округу Бадулла, провінції Ува, Шрі-Ланка. Складається з 28 Грама Ніладхарі.